# St. Paulus (Trier)
Koordinaten: 49° 45′ 29,2″ N, 6° 38′ 6,5″ O
Die katholische Kirche St. Paulus ist eine ehemalige Kirche in Trier im Stadtteil Mitte am Paulusplatz.

## Geschichte und Architektur
Das Gebäude geht auf einen Vorgängerbau zurück, der sich unweit des heutigen Standorts am Irminenfreihof nördlich von St. Irminen befand. 1790 wurde die Kirche wegen Baufälligkeit niedergelegt und nach der Säkularisation 1803 wurde die Kirche des nahen Klosters neue Pfarrkirche, bis der Neubau erfolgte.
Die Kirche wurde zwischen 1905 und 1907 im neuromanischen Stil erbaut. Stadtbildprägend ist der stattliche Eckturm des als Querhausbasilika ausgeführten Gebäudes. Architekt war Wilhelm Schmitz.
Am 25. März 2016 kam es an der Kirche zu einem Steinschlag, sodass sie provisorisch gesichert werden musste. Glücklicherweise wurde niemand von dem aus 40 m Höhe herabfallenden Teil des Mauerwerks verletzt. Mit einem Kran konnte die beschädigte Stelle repariert werden. Wie es zu dem Steinschlag kam, ist ungeklärt, da keine Erosionsspuren am Gebäude gefunden wurden.

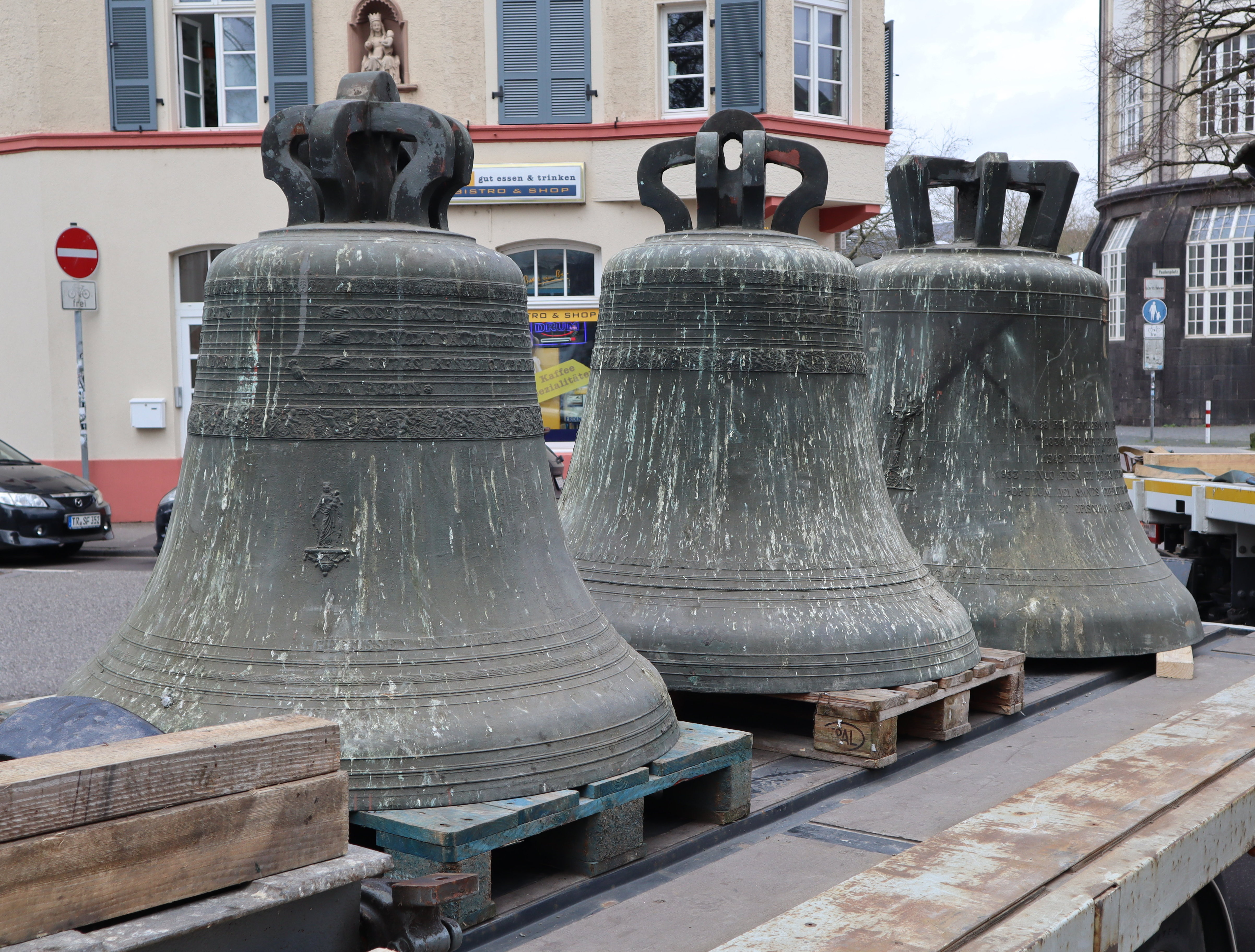
Die Glocken verlassen St. Paulus

Seit der  Fusion der bisherigen Pfarreien Liebfrauen und St. Laurentius, St. Agritius, St. Antonius, St. Gangolf und St. Paulus zur neuen Pfarrei Liebfrauen im Dezember 2000 gehörte die Kirche zu dieser Pfarrei. Am 5. November 2017 wurde St. Paulus wegen der großen Kirchendichte in der Trierer Innenstadt und des starken Rückgangs der Gottesdienstbesucher  profaniert. Studenten der Hochschule Trier hatten zuvor bereits Konzepte entwickelt, wie sie als Bibliothek oder Casino genutzt werden könnte.
Das Grundstück mit der ehemaligen Kirche, Pfarrhaus und Pfarrheim wird spätestens seit Anfang 2019 zum Verkauf angeboten. Zwischenzeitlich beherbergte der Kirchenraum die interaktive Ausstellung Dialog im Dunkeln, welche bis Ende 2019 zu sehen war. Seit einiger Zeit ist die Kirche von der Trier Tourismus und Marketing GmbH angemietet, die dort unter anderem im Jahr 2022 die Erlebnisshow „Die letzte Schlacht um Rom“ zeigte.
Am 24. Februar 2022 wurden die drei Bronzeglocken von St. Paulus abgebaut, die 1837 von den Brüdern J. N. B. und F. A.  Gaulard in Trier gegossen worden waren. Die schwerste der drei Glocken, die sogenannte Petrus-Glocke, war nach dem Zweiten Weltkrieg beschädigt vom Glockenfriedhof zurückgekommen und musste deshalb 1953 von der Glockengießerei Mabilon in Saarburg nachgegossen werden. Die drei Glocken mit den Schlagtönen des′ – es′ – f′ werden nach einer Überholung in der Kirche Sankt Michael in Kirchberg zum Einsatz kommen.

## Ausstattung
Im Inneren der Kirche befand sich in unmittelbarer Nähe zum Altar das Grab von Hieronymus Jaegen, das für die Gläubigen durch einen Seiteneingang erreichbar war. Nach der Profanierung wurde Jaegen Anfang 2018 in die Kirche St. Gangolf umgebettet.
Von der ursprünglichen historistischen Ausstattung der Kirche ist seit einer Renovierung in den 1960er-Jahren nicht viel erhalten. An der Stelle des Hochaltars steht eine Kreuzigungsgruppe, die früher an der Abtei St. Martin stand. Die aus dem Jahr 1498 stammenden Skulpturen wurden zum Schutz vor Verwitterung ins Innere der Kirche versetzt, am ursprünglichen Standort wurden Kopien aufgestellt.

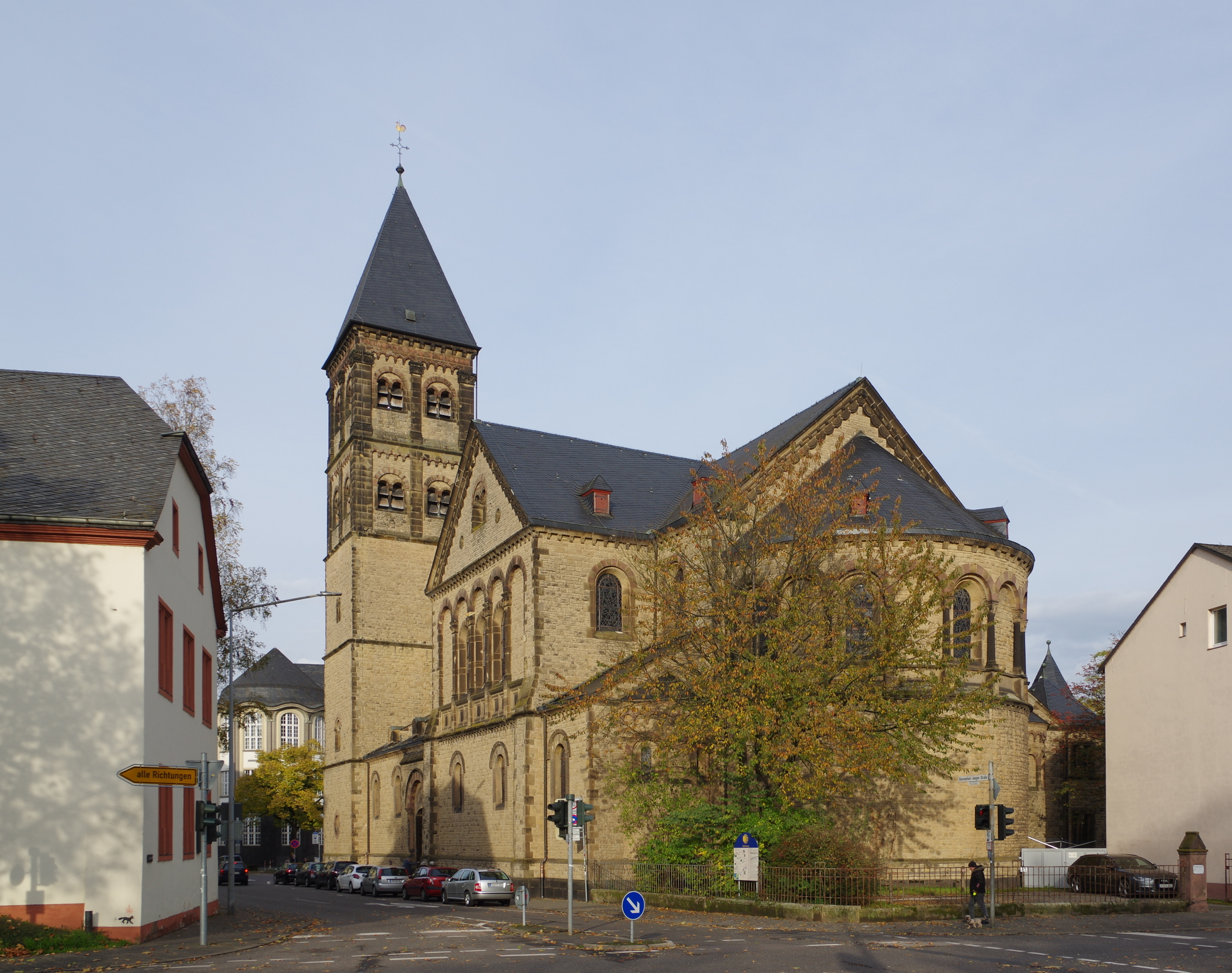
Kirche Sankt Paulus von Süden
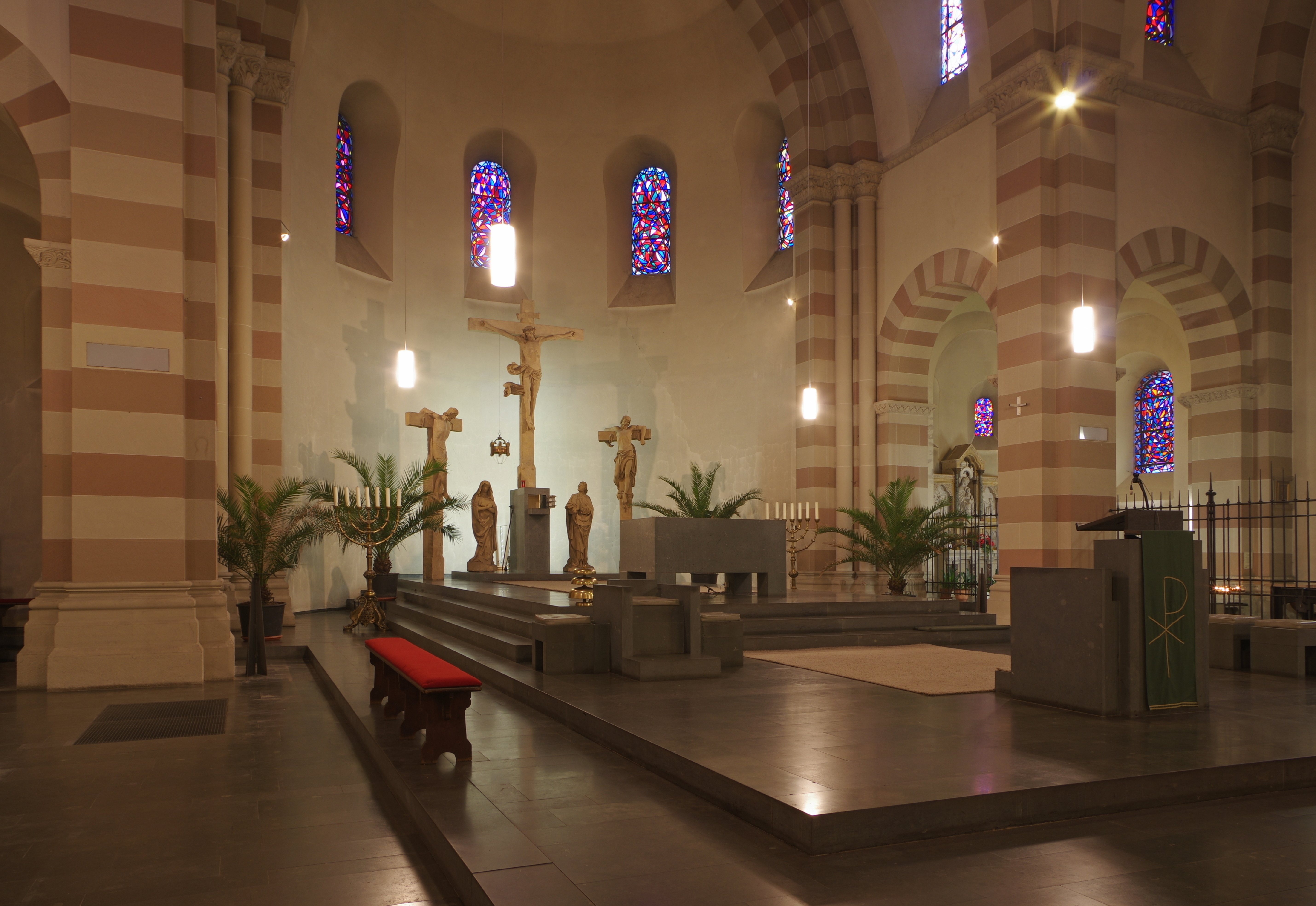
Altarraum
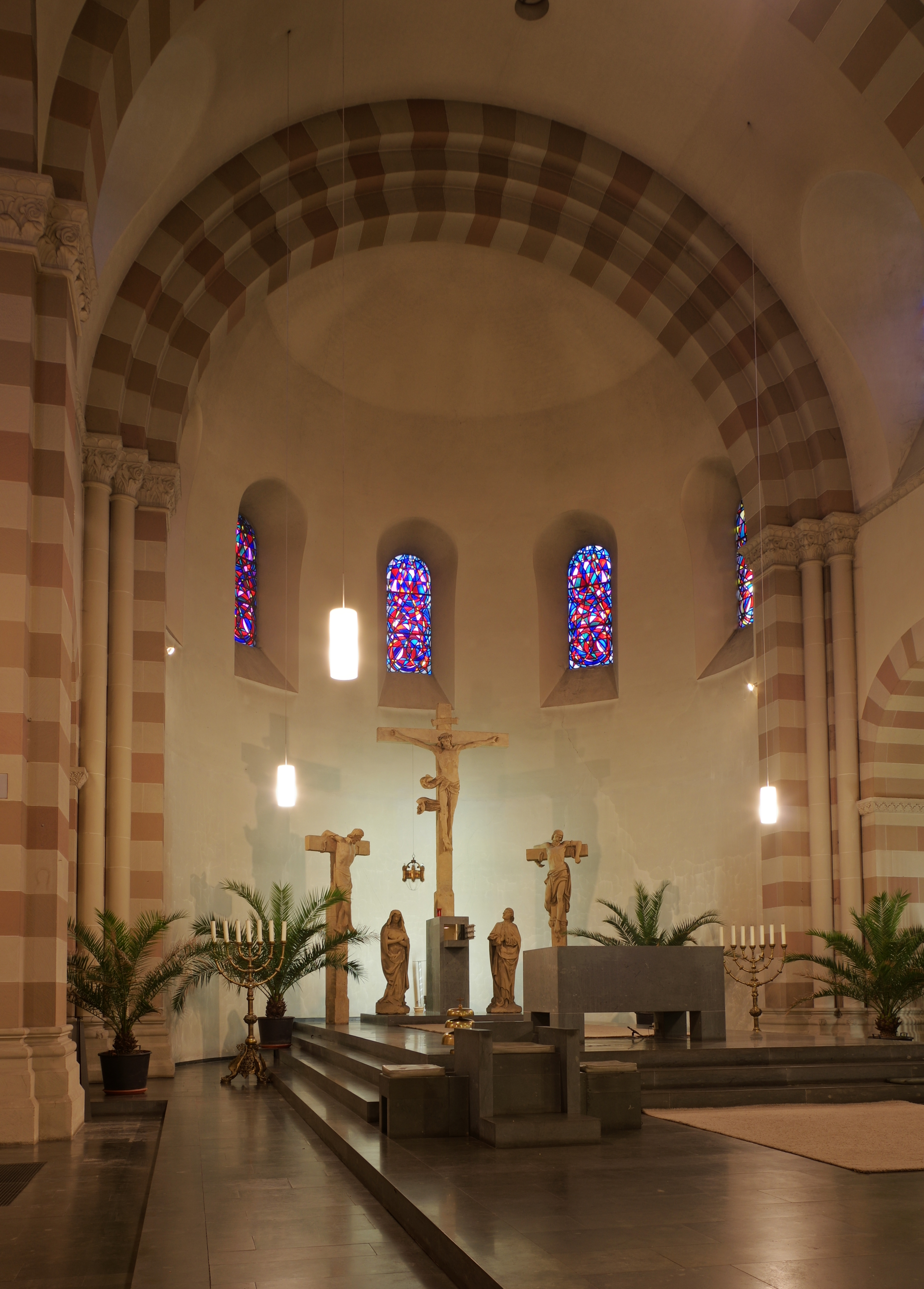
Altarraum
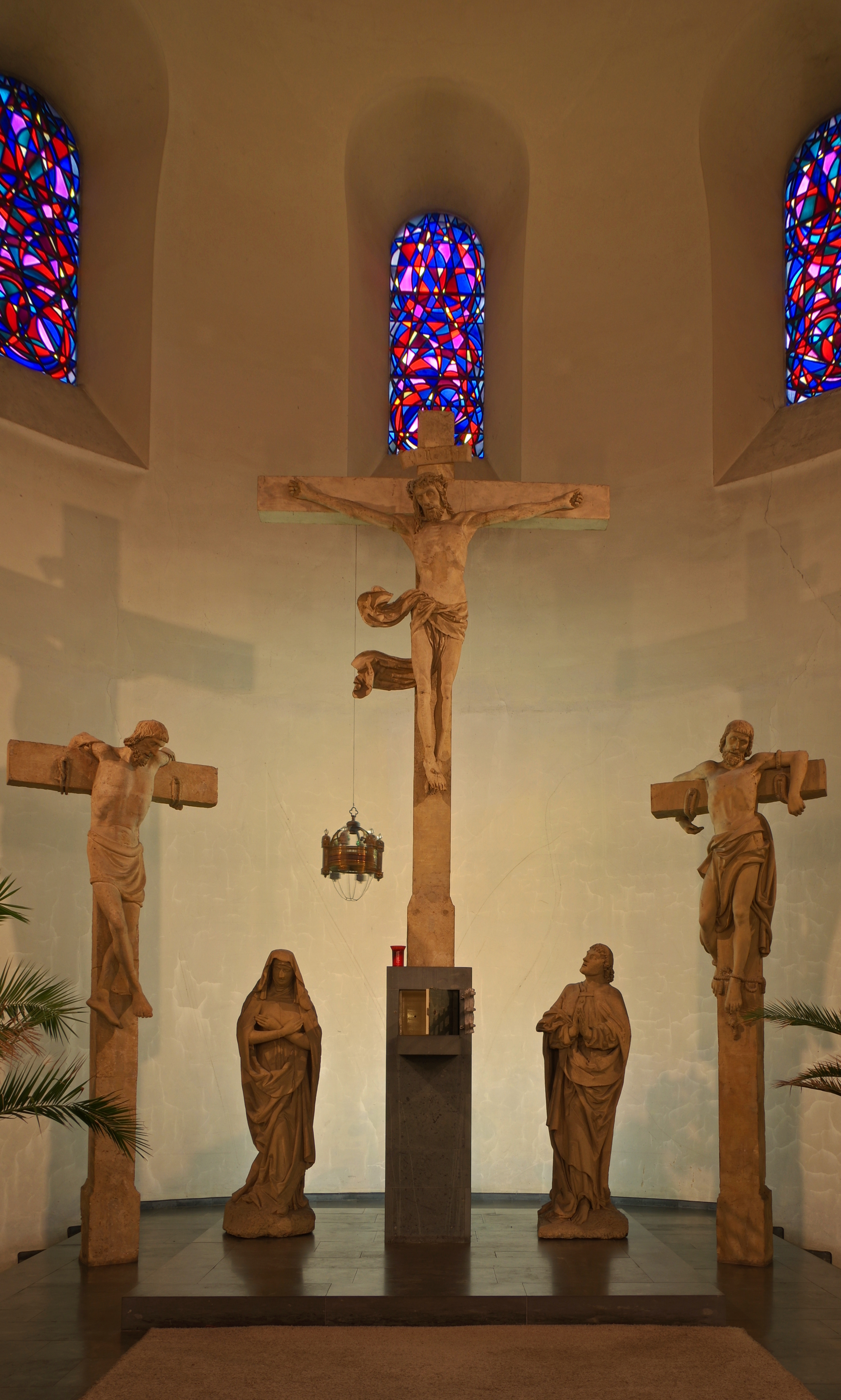
Kreuzigungsgruppe
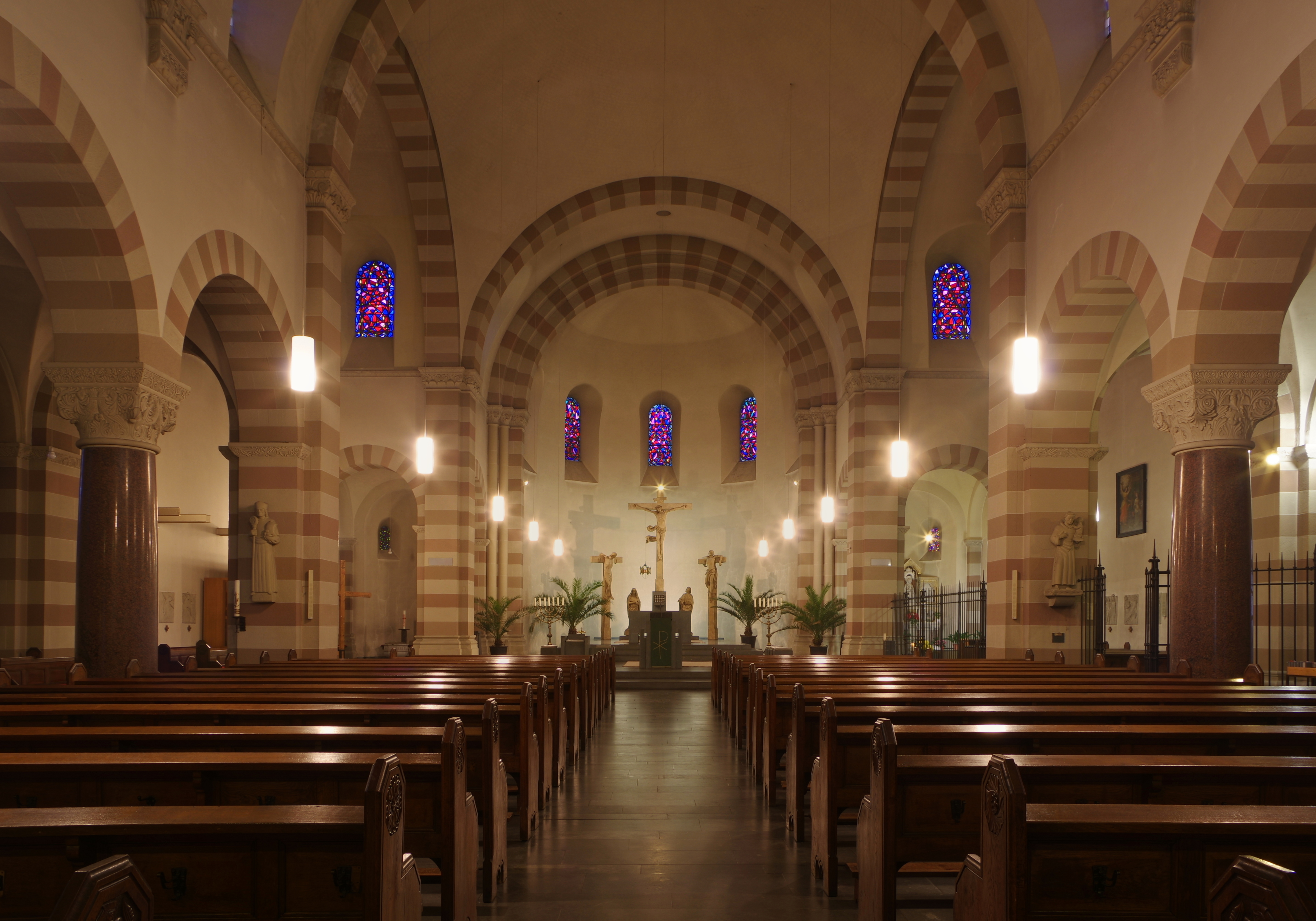
Mittelschiff
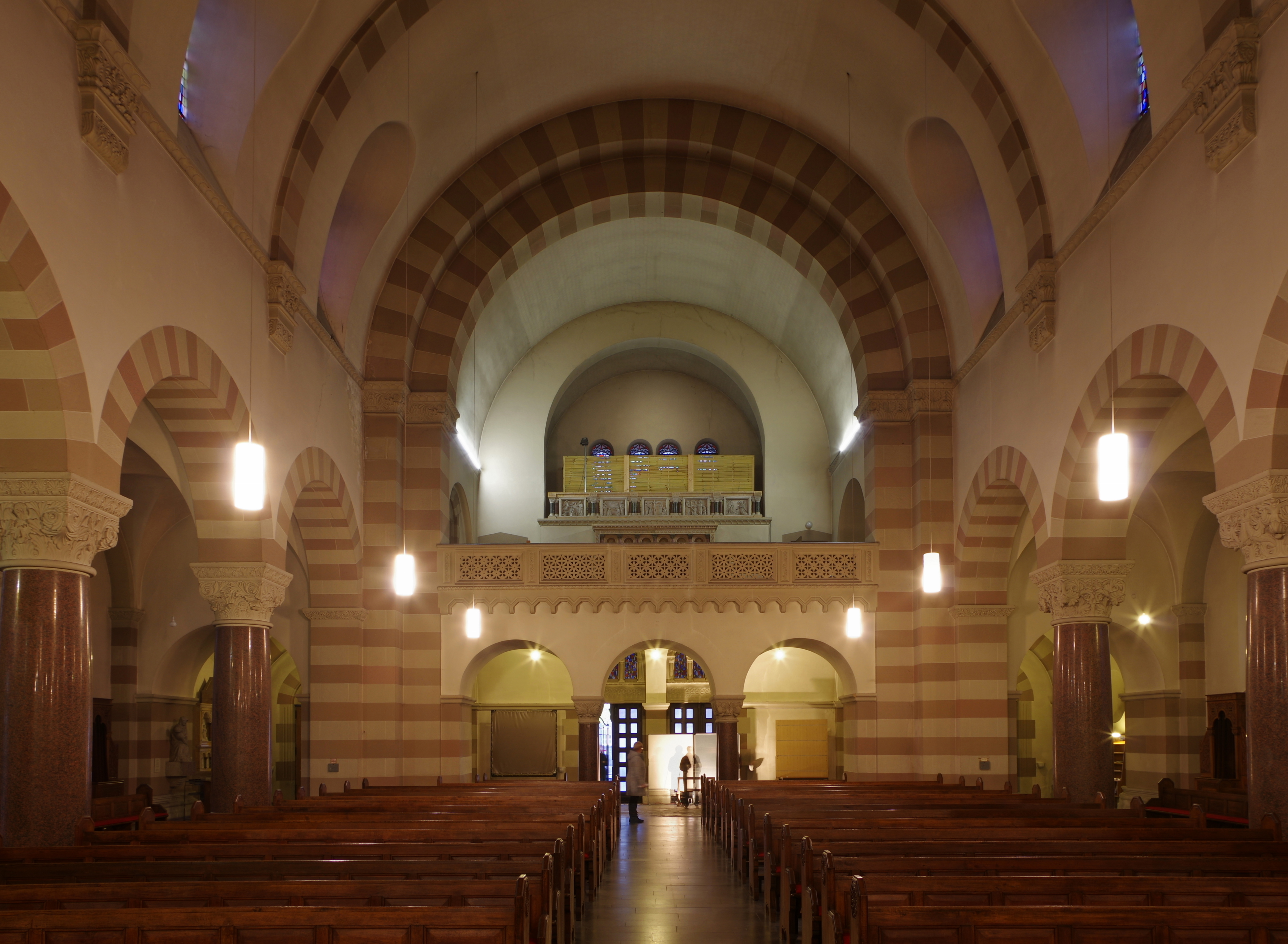
Mittelschiff